# Venezolanismos históricos

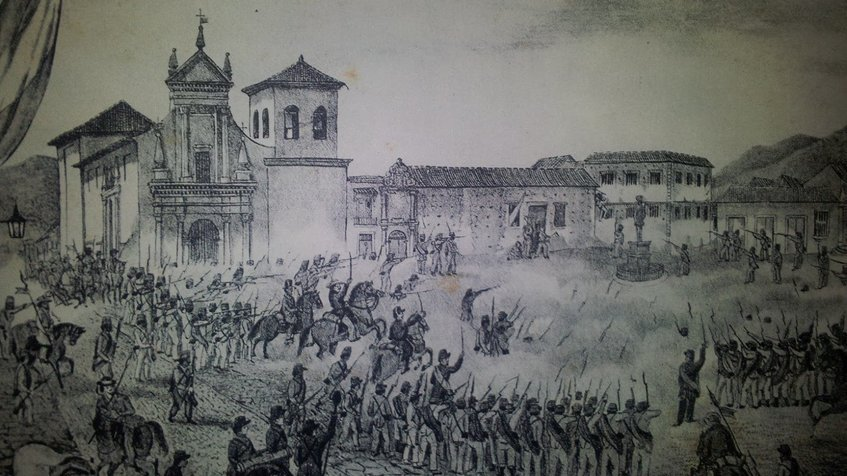
En 1859 ocurrió una batalla entre fuerzar concervadoras y liberales conocido a la posteridad como La Sampablera, expresión que siguió siendo usada para describir situaciones de confusión y el desorden.

Venezolanismos históricos se refiere a un hecho histórico que tiene su concentración y su régimen únicamente en Venezuela, bien sea importante o insignificante los rasgos que incluye la palabra modificada o tomen rasgos de un personaje realista o un personaje no realista, de una situación social, económica o política, que bien puede originarse de giro idiomático completo
Si se hablase tan sólo en una parte específica del país sería un regionalismo venezolano. Este tipo de “ismos” nacionales son fáciles de definir y muy difícil de encontrar, pues es conocido por los ciudadanos que residen en ese determinado lugar. Se pueden mencionar los mexicanismo históricos o los argentinismo históricos entre otros, que tienen cada uno sus particularidades y diferencias ; la más significativa es la distribución de lexemas en la oración.

## Ejemplos
Entre los Venezolanismos históricos tenemos:
- Sampablera
- Godo
- Gran cacao
- Camisa de mochila
- Catajarra
- Cachucha

Las palabras se pueden originar en el nombre de personajes reales o ficticios:
- Juan Bimba
- Pachano
- Pacheco